# Costularia melicoides
Costularia melicoides är en halvgräsart som först beskrevs av Jean Louis Marie Poiret, och fick sitt nu gällande namn av Charles Baron Clarke. Costularia melicoides ingår i släktet Costularia, och familjen halvgräs. Inga underarter finns listade i Catalogue of Life.